# Chiton pelliserpentis
Chiton pelliserpentis är en blötdjursart som beskrevs av Jean René Constant Quoy och Joseph Paul Gaimard 1835. Chiton pelliserpentis ingår i släktet Chiton och familjen Chitonidae. Inga underarter finns listade i Catalogue of Life.